# 上杉長貞
上杉 長貞（うえすぎ ながさだ）は、江戸時代前期の高家旗本。従四位下少将。宮内大輔。

## 略歴
元和9年（1623年）、上杉長員の次男として誕生した。寛永5年（1628年）、兄・長政の死去により家督を相続した。
正保元年（1644年）高家に就任した。これ以降、上杉家は高家旗本に列することになった。
慶安3年（1650年）9月3日、御側高家に転任した。承応2年（1653年）12月28日、侍従に任官した。寛文2年（1662年）10月23日、明正上皇の仙洞御所落成の祝賀使として上洛する。
寛文2年（1662年）、12月4日、切腹した。享年40。
『諸御役代々記』には、長貞が上皇の院宣を紛失したため切腹したと記されている。